# Maria Łucka
Maria Łucka, z domu Ziemba (ur. 18 września 1905 w Kołomyi, zm. 12 września 1996) – polska uczona, sadownik, profesor Akademii Rolniczej w Krakowie.

## Życiorys
Urodziła się w rodzinie prawnika Romana Ziemby, prokuratora we Wschodniej Małopolsce. Bratem matki był Władysław Jung, późniejszy generał. Maria Ziembówna złożyła egzamin dojrzałości w czerwcu 1924 w gimnazjum sióstr urszulanek w Krakowie i kontynuowała naukę na Wydziale Filozoficznym Uniwersytetu Jagiellońskiego. Po uzyskaniu dyplomu (1929) podjęła w roku następnym pracę nauczycielki biologii w krakowskim Seminarium Nauczycielskim. 23 lutego 1932, po zdaniu egzaminu państwowego, uzyskała uprawnienia nauczyciela biologii na poziomie szkół średnich. Niezależnie od pracy w zawodzie nauczycielskim, którą wykonywała do 1934, prowadziła badania naukowe w Pracowni Botanicznej przy Katedrze Botaniki Uniwersytetu Jagiellońskiego pod kierunkiem prof. Władysława Szafera. Badania te uwieńczyła w grudniu 1933 obroną rozprawy doktorskiej Studia biologiczno-kwiatowe w Karpatach Wschodnich.
W 1934 wyszła za mąż i przeniosła się wraz z rodziną do Lwowa. Na kilka lat przerwała pracę zawodową. Po śmierci męża, rozstrzelanego przez hitlerowców w 1942, powróciła do Krakowa i pracowała jako laborantka u męża siostry, lekarza Mariana Józefa Kowalskiego. W 1945 wznowiła pracę naukową na Uniwersytecie Jagiellońskim, jako asystentka (następnie starsza asystentka) w Katedrze Botaniki i Ogrodzie Botanicznym. W 1947 została starszym asystentem w Ogrodzie Warzywno-Owocowym Wydziału Rolniczo-Leśnego Uniwersytetu Jagiellońskiego. W 1953 utworzono z tegoż wydziału Wyższą Szkołę Rolniczą w Krakowie i przed Radą Wydziału Rolniczego nowej uczelni 27 lutego 1960 Maria Łucka obroniła rozprawę habilitacyjną Uprawa truskawek w Polsce. W latach 1959–1962 odbyła kilka zagranicznych podróży naukowych – do Francji, Czechosłowacji, Szwajcarii, Austrii, Rumunii, Bułgarii. W sierpniu 1962 powołana została w skład Komisji Nauk Rolniczych i Leśnych Oddziału Polskiej Akademii Nauk w Krakowie.
W 1963 objęła kierownictwo Katedry Ogrodnictwa na Wydziale Rolniczym Wyższej Szkoły Rolniczej, w 1966 wybrana została na prodziekana Wydziału. Prowadziła intensywne starania nad utworzeniem Wydziału Ogrodniczego na krakowskiej uczelni i m.in. dzięki wsparciu ówczesnego rektora Tadeusza Ruebenbauera osiągnęła swój cel w 1968 (odrębną jednostkę otwarto już dwa lata wcześniej, jako Oddział Ogrodniczy). Łucka, którą zalicza się do najważniejszych współtwórców Wydziału Ogrodniczego (obok późniejszego profesora Tadeusza Wojtaszka), w lipcu 1970 decyzją Rady Państwa mianowana została profesorem nadzwyczajnym, a w latach 1971-1975 pełniła funkcję dziekana Wydziału (już po przemianowaniu uczelni na Akademię Rolniczą im. Hugona Kołłątaja). W 1975 przeszła na emeryturę.
Wchodziła w skład Rady Naukowej przy Ministrze Rolnictwa oraz Rady Naukowej Instytutu Sadownictwa w Skierniewicach, była członkinią International Society for Horticulture Science. Jako doradca naukowy współpracowała z Zakładami Przemysłu Owocowo-Warzywnego w Tymbarku, Tarnowie i Kalwarii Zebrzydowskiej.
W latach 50. Maria Łucka, wspólnie z ówczesnym kierownikiem Katedry Ogrodnictwa Stefanem Ziobrowskim, prowadziła badania nad rejonizacją sadownictwa na południu Polski. Wyniki tych badań, przedstawione w dziesięciu publikacjach, przyczyniły się do uchronienia znaczącego rejonu sadowniczego w gminie Łącko, zagrożonego zalaniem wobec planów budowy zapory na Dunajcu. Wnioski z rozprawy habilitacyjnej Marii Łuckiej pozwoliły na wprowadzenie do praktyki odmiany truskawki 'Senga Sengana', w efekcie czego wyprodukowano w Polsce prawie dwa miliony ton owoców tej odmiany (według szacunków prof. Edwarda Żurawicza z Instytutu Sadownictwa i Kwiaciarstwa w Skierniewicach). Badania Łuckiej obejmowały przede wszystkim analizy odmianowo-porównawcze, a także wpływ nawożenia i zabiegów agrotechnicznych na jakość i wielkość plonu, nie tylko truskawek, ale i innych roślin jagodowych. Wypromowała czterech doktorów, opiekowała się także licznymi magistrantami, którzy pod jej kierunkiem zajmowali się głównie wprowadzaniem do produkcji nowych odmian truskawki i porzeczki czarnej.
Książka Marii Łuckiej Uprawa roślin jagodowych (1964) należy obok pracy Szczepana Pieniążka Sadownictwo do podstawowych podręczników akademickich z dziedziny ogrodnictwa i doczekała się wielu wznowień. Łucka opublikowała też kilka książek dotyczących śliw, truskawek i poziomek, a także rozdziały w Pomologii pod redakcją Aleksandra Rejmana. 
W 1978 została uhonorowana nagrodą Ministra Nauki i Szkolnictwa Wyższego, a w 1994 najwyższym odznaczeniem Polskiej Akademii Nauk w dziedzinie rolnictwa – Medalem im. Michała Oczapowskiego. Była odznaczona m.in. Krzyżem Kawalerskim Orderu Odrodzenia Polski (1969). W 1975 jej nazwisko wpisano do Księgi Honorowej Ludzi Zasłużonych dla Miasta Krakowa.
Mężem Marii z Ziembów był Władysław Łucki, pochodzący z rodziny ziemiańskiej, którego poznała jako studenta Akademii Górniczo-Hutniczej (ukończył studia w 1933). Związek małżeński zawarli 18 sierpnia 1934 w Krakowie, w 1936 we Lwowie urodziła się córka Barbara. W chwili wybuchu II wojny światowej Władysław Łucki był dyrektorem kopalni soli potasowej w Kałuszu. Aresztowany przez Niemców w październiku 1941 pod zarzutem przynależności do Związku Walki Zbrojnej, zginął rozstrzelany 8 marca 1942 w Stanisławowie.

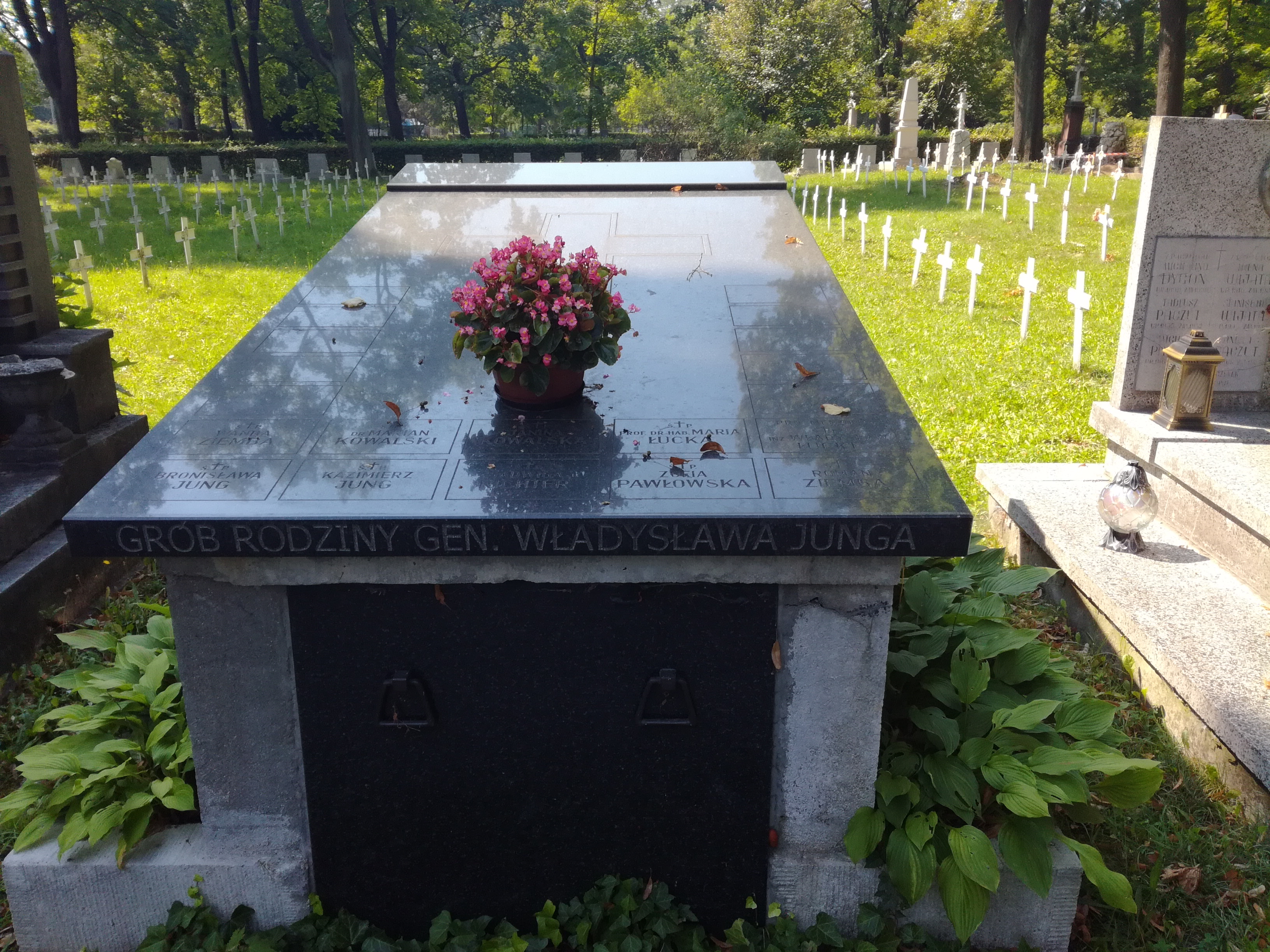
grób prof. Marii Łuckiej na cmentarzu wojskowym przy ul. Prandoty w Krakowie

Profesor Maria Łucka zmarła 12 września 1996, pochowana została na Cmentarzu wojskowym przy ul. Prandoty w Krakowie (kwatera 1 woj.-płn.-10).